# Лейк-Кэтрин (Флорида)
Лейк-Кэтрин (англ. Lake Kathryn) — статистически обособленная местность, расположенная в округе Лейк (штат Флорида, США) с населением в 845 человек по статистическим данным переписи 2000 года.

## География
По данным Бюро переписи населения США, статистически обособленная местность Лейк-Кэтрин имеет общую площадь в 7,51 квадратных километров, из которых 7,25 кв. километров занимает земля и 0,26 кв. километров — вода. Площадь водных ресурсов округа составляет 3,46 % от всей его площади.
Статистически обособленная местность Лейк-Кэтрин расположена на высоте 18 м над уровнем моря.

## Демография
По данным переписи населения 2000 года, в Лейк-Кэтрин проживало 845 человек, 215 семей, насчитывалось 344 домашних хозяйств и 456 жилых домов. Средняя плотность населения составляла около 112,52 человек на один квадратный километр. Расовый состав населённого пункта распределился следующим образом: 96,09 % белых, 0,71 % — чёрных или афроамериканцев, 0,24 % — коренных американцев, 0,24 % — азиатов, 2,72 % — представителей смешанных рас, Испаноговорящие составили 2,01 % от всех жителей статистически обособленной местности.
Из 344 домашних хозяйств в 25,3 % воспитывали детей в возрасте до 18 лет, 49,7 % представляли собой совместно проживающие супружеские пары, в 6,4 % семей женщины проживали без мужей, 37,5 % не имели семей. 26,7 % от общего числа семей на момент переписи жили самостоятельно, при этом 12,8 % составили одинокие пожилые люди в возрасте 65 лет и старше. Средний размер домашнего хозяйства составил 2,46 человек, а средний размер семьи — 3,00 человек.
Население статистически обособленной местности по возрастному диапазону по данным переписи 2000 года распределилось следующим образом: 25,1 % — жители младше 18 лет, 5,6 % — между 18 и 24 годами, 27,2 % — от 25 до 44 лет, 24,0 % — от 45 до 64 лет и 18,1 % — в возрасте 65 лет и старше. Средний возраст жителей составил 40 лет. На каждые 100 женщин в Лейк-Кэтрин приходилось 108,6 мужчин, при этом на каждые сто женщин 18 лет и старше приходилось 104,2 мужчин также старше 18 лет.
Средний доход на одно домашнее хозяйство статистически обособленной местности составил 15 733 доллара США, а средний доход на одну семью — 17 143 доллара. При этом мужчины имели средний доход в 25 000 долларов США в год против 13 750 долларов среднегодового дохода у женщин. Доход на душу населения статистически обособленной местности составил 15 733 доллара в год. 34,8 % от всего числа семей в населённом пункте и 36,9 % от всей численности населения находилось на момент переписи населения за чертой бедности, при этом 36,5 % из них были моложе 18 лет и 40,9 % — в возрасте 65 лет и старше.